# Fath Ouislane
Association Fath Sportive Ouislane lub Fath Wislan Meknes – marokański klub piłkarski z siedzibą w Meknès. W sezonie 2023/2024 gra w GNFA 1 (IV liga).

## Opis
Klub występował w Nacional (III liga) przez sezony 2017/2018 oraz 2018/2019. Ponadto uczestniczył w pucharze Maroka w sezonach: 2015/2016, 2018/2019 oraz 2021/2022. Zespół swoje mecze rozgrywa na Stade d'honneur de Meknès.